# Punt Rodó
El Punt Rodó és una muntanya de 228 metres que es troba al municipi de Tivenys, a la comarca catalana del Baix Ebre.